# Centris orellanai
Centris orellanai är en biart som beskrevs av Ruiz 1940. Centris orellanai ingår i släktet Centris och familjen långtungebin. Inga underarter finns listade.